# Willy Fog 2
 (février 2024).
La mise en forme du texte ne suit pas les recommandations de Wikipédia : il faut le « wikifier ».
Les points d'amélioration suivants sont les cas les plus fréquents. Le détail des points à revoir est peut-être précisé sur la page de discussion.
- Les titres sont pré-formatés par le logiciel. Ils ne sont ni en capitales, ni en gras.
- Le texte ne doit pas être écrit en capitales (les noms de famille non plus), ni en gras, ni en italique, ni en « petit »…
- Le gras n'est utilisé que pour surligner le titre de l'article dans l'introduction, une seule fois.
- L'italique est rarement utilisé : mots en langue étrangère, titres d'œuvres, noms de bateaux, etc.
- Les citations ne sont pas en italique mais en corps de texte normal. Elles sont entourées par des guillemets français : « et ».
- Les listes à puces sont à éviter, des paragraphes rédigés étant largement préférés. Les tableaux sont à réserver à la présentation de données structurées (résultats, etc.).
- Les appels de note de bas de page (petits chiffres en exposant, introduits par l'outil «  Source ») sont à placer entre la fin de phrase et le point final[comme ça].
- Les liens internes (vers d'autres articles de Wikipédia) sont à choisir avec parcimonie. Créez des liens vers des articles approfondissant le sujet. Les termes génériques sans rapport avec le sujet sont à éviter, ainsi que les répétitions de liens vers un même terme.
- Les liens externes sont à placer uniquement dans une section « Liens externes », à la fin de l'article. Ces liens sont à choisir avec parcimonie suivant les règles définies. Si un lien sert de source à l'article, son insertion dans le texte est à faire par les notes de bas de page.
- La présentation des références doit suivre les conventions bibliographiques. Il est recommandé d'utiliser les modèles {{Ouvrage}}, {{Chapitre}}, {{Article}}, {{Lien web}} et/ou {{Bibliographie}}. Le mode d'édition visuel peut mettre en forme automatiquement les références.
- Insérer une infobox (cadre d'informations à droite) n'est pas obligatoire pour parachever la mise en page.

Pour une aide détaillée, merci de consulter Aide:Wikification.
Si vous pensez que ces points ont été résolus, vous pouvez retirer ce bandeau et améliorer la mise en forme d'un autre article.
Willy Fog 2 est une série d'animation espagnole, produite en 1994, suite de la série Le Tour du monde en quatre-vingts jours de 1983, pour commémorer le dixième anniversaire de celle-ci. Elle est produite par BRB International, en coproduction avec Wang Films, en association avec la télévision espagnole. Dans cette deuxième série, deux histoires de Jules Verne sont adaptées : Voyage au centre de la Terre et Vingt Mille Lieues sous les mers.

## Synopsis
L'histoire de Willy Fog 2 commence six mois après la fin du tour du monde de Phileas Fogg. Sullivan, l'éternel rival de Philéas, raconte cette fois-ci la voie secrète qui mène au centre même de la Terre. La clé est dans un manuscrit mystérieux dans lequel un Arne Saknussemm dit comment il a réussi à atteindre les profondeurs de notre planète. Phileas et le reste des personnages se lancent dans une aventure au-delà du monde que tout le monde connaît. Un voyage dans lequel ils devront surmonter des puits dangereux sans fond, esquiver les éruptions violentes et faire face à des dinosaures féroces, dans les couloirs sans fin des grottes souterraines.
Plus tard, ils se lanceront dans une autre aventure de la mer en raison d'un mystère sur les attaques des monstres marins, qui s'avère être le capitaine sous-marin du Nautilus par Nemo.

## Fiche technique
- Titre original : Willy Fog 2
- Adaptation : Rafael Soler
- Sociétés de production : BRB Internacional, en colaboration avec Wang Film.
- Pays de production :  Espagne
- Langue originale : espagnol
- Format : couleur
- Dates de sortie :
  - Espagne :
  - France : 4 mars 2006 (à la télévision) ; 16 février 2019 (en streaming)

## Personnages

### Principaux
- Phileas Fogg : Cette fois, il pariera 20 000 livres qu'il parviendra à se rendre au Centre de la Terre en 70 jours et à trouver des preuves du voyage d'Arne Saknussem au centre de la Terre. Plus tard, il vivra une aventure sous-marine pour résoudre un mystère sur les attaques d'un monstre marin.
- Jean Passepartout: Bien que bouleversé, il suivra fidèlement son maître et ami Fogg sur les nouvelles aventures qu'il entreprend.
- Tico : L'ami joyeux de Passepartout entreprendra volontiers les nouvelles aventures qui se présentent.
- Romy : Mariée à Phileas Fogg, elle accompagnera son mari et ses amis dans ces aventures après avoir été sauvée.
- Professeur de lindroub : Nouveau personnage qui se tourne vers Phileas Fogg pour l'aider à déchiffrer un manuscrit de Saknusssem Après avoir été chiffré, il l'accompagnera dans l'aventure. C'est une taupe.
- Hans : Nouveau personnage pour aider Phileas Fogg et ses compagnons dans leur voyage au centre de la Terre. C'est un ours polaire.
- Ned Land : Un nouveau personnage qui accompagnera Phileas Fogg et ses amis pendant l'aventure sous-marine et qui travaille à l'arpoo C'est un blaireau.
- Professeur Aronnax : Un nouveau personnage qui accompagnera Phileas Fogg et ses amis pendant l'aventure sous-marine. C'est un rapace.
- Capitaine Nemo : Nouveau personnage qui rencontrera Phileas Fogg et ses amis pendant l'aventure sous-marine, qu'il accueillera sur son sous-marin Nautilus. C'est un chat.

### Secondaires
- M. Sullivan : Maintenant propriétaire d'une maison de réservation, il va essayer de saboter la recherche du manuscrit de Saknussem de Fog et de gagner, cette fois-ci, le pari, avec Transfert.
- Transfert : M. Sullivan se tournera à nouveau vers ses services pour saboter le voyage au centre de la Terre de Phileas Fogg, et sera aidé de deux hommes de main.
- Arne Saknussem : Nouveau personnage sur lequel tourne la première partie de cette série, était un alchimiste islandais du XVIe siècle qui a laissé une série d'indices sur son agenda.
- Ralph : Comme dans la série précédente, il soutiendra Phileas Fogg dans ses aventures.

## Distribution

### Version originale
- Claudio Rodríguez : Willy Fog
- Ángel Egido : Rigodón
- Luis Reina : Tico
- Gloria Cámara : Romy
- Daniel Dicenta : Sullivan
- Eduardo Jover : Transfer
- Rafael Alonso Naranjo Jr. : Ralph
- Pedro Sempson : Profesor Lidenbrock
- Luis Marín : Hans
- Juan Luis Rovira : Arne Saknussemm
- Héctor Cantolla : Capitán Nemo
- Miguel Zúñiga : Ned Land
- Eduardo Moreno : Profesor Aronnax

### Voix françaises
- Bernard Tiphaine : Phileas Fogg
- Patrick Préjean : Jean Passepartout, Ralph
- Bernard Soufflet : Tico
- Dorothée Jemma : Romi
- Jacques Marin : Fix
- Serge Lhorca : Transfert
- Maurice Sarfati : John Sullivan

Réalisé par le studio SOFI.

## Liste des épisodes
1. Le parchemin
2. Le départ pour l'Islande
3. Un guide silencieux
4. Le volcan endormi
5. La princesse en danger
6. La dangereuse expédition
7. La revanche de transfert
8. Une rivière inattendu
9. La princesse et Tico disparaissent
10. La mer souterraine
11. Les monstres
12. La tempête
13. La fin du pari
14. Un étrange mystère
15. Les vieux amis
16. Ned Land le harponneur
17. Aventures au large
18. Le monstre des profondeurs
19. Un capitaine Némo
20. Prisonniers du Nautilus
21. L'excursion sous-marine
22. Tico tombe amoureux
23. les pêcheurs de perles
24. Le pôle sud
25. La bataille contre les poulpes
26. L'évasion

## Générique
Phileas Fogg est appelé en français Willy Fog, comme dans la version originale de la série, uniquement dans le titre et la chanson du générique. La musique reste la même que dans la première série, mais les paroles changent[réf. nécessaire].
Nous, Willy Fog et Passe-partout, on s'en va pour faire les fous, venez avec nous.
On peut vous emmener aussi, il y aura Tico et ses amis, et c'est parti !
Au plus profond de la mer, au centre de la terre, On va vous emmener plus loin.
Voir les grottes et les poissons, voir ce qu'il y a au fond de l'horizon.
Au plus profond de la mer, au centre de la terre, on va vous emmener, c'est clair.
voir la profondeur des mers, le centre de la terre.

## Diffusion

### En Espagne
La série a été diffusée sur TVE 1 du lundi au vendredi, à 8 h 45, entre le 30 janvier et le 6 mars 1995, à l'intérieur du bloc d'enfants Ring, sonnerie.
En 2006, il a été reconstitué à Super (maintenant disparu).

### En France
La série a été publiée en 2019 sur la chaine française de la production BRF France.

## Anecdote
- La série garde son nom original dans la version Française. De plus, même si le nom du personnage principal est Willy Fog, dans la chanson du générique, comme dans le titre français, il reste appelé Phileas Fogg dans les épisodes.